# العلاقات الباهاماسية المالية
العلاقات الباهاماسية المالية هي العلاقات الثنائية التي تجمع بين باهاماس ومالي.

## مقارنة بين البلدين
هذه مقارنة عامة ومرجعية للدولتين:
| وجه المقارنة                                              | باهاماس      | مالي            |
| --------------------------------------------------------- | ------------ | --------------- |
| المساحة (كم2)                                             | 13.88 ألف    | 1.24 مليون      |
| عدد السكان (نسمة)                                         | 395.36 ألف   | 18.54 مليون     |
| الكثافة السكانية (ن./كم²)                                 | 28.48        | 14.95           |
| العاصمة                                                   | ناساو        | باماكو          |
| اللغة الرسمية                                             | لغة إنجليزية | لغة فرنسية      |
| العملة                                                    | دولار بهامي  | فرنك غرب أفريقي |
| الناتج المحلي الإجمالي (بليون دولار)                      | 12.16 مليار  | 15.29 مليار     |
| الناتج المحلي الإجمالي (تعادل القوة الشرائية) بليون دولار | 8.92 مليار   | 35.69 مليار     |
| الناتج المحلي الإجمالي الاسمي للفرد دولار أمريكي          | 22.82 ألف    | 724             |
| الناتج المحلي الإجمالي للفرد دولار أمريكي                 |              | 1.60 ألف        |
| مؤشر التنمية البشرية                                      | 0.790        | 0.419           |
| رمز المكالمات الدولي                                      | +1242        | +223            |
| رمز الإنترنت                                              | .bs          | .ml             |
| المنطقة الزمنية                                           | 00           | 00              |

## منظمات دولية مشتركة
يشترك البلدان في عضوية مجموعة من المنظمات الدولية، منها:
| علم المنظمة | اسم المنظمة                                 | تاريخ انضمام باهاماس | تاريخ انضمام مالي |
| ----------- | ------------------------------------------- | -------------------- | ----------------- |
|             | مجموعة دول أفريقيا والكاريبي والمحيط الهادئ | ?                    | ?                 |
|             | مؤسسة التنمية الدولية                       | 23 يونيو 2008        | 27 سبتمبر 1963    |
|             | الأمم المتحدة                               | 18 سبتمبر 1973       | 28 سبتمبر 1960    |
|             | منظمة الشرطة الجنائية الدولية               | ?                    | ?                 |
|             | المركز الدولي لتسوية المنازعات الاستشارية   | 18 نوفمبر 1995       | 2 فبراير 1978     |
|             | الاتحاد الدولي للاتصالات                    | 19 أغسطس 1974        | 21 أكتوبر 1960    |
|             | الفريق المعني برصد الأرض                    | ?                    | ?                 |
|             | البنك الدولي للإنشاء والتعمير               | 21 أغسطس 1973        | 27 سبتمبر 1963    |
|             | الاتحاد البريدي العالمي                     | ?                    | ?                 |
|             | منظمة حظر الأسلحة الكيميائية                | ?                    | ?                 |
|             | مؤسسة التمويل الدولية                       | 8 ديسمبر 1986        | 9 مايو 1978       |
|             | وكالة ضمان الاستثمار متعدد الأطراف          | 4 أكتوبر 1994        | 22 أكتوبر 1992    |
|             | يونسكو                                      | 23 أبريل 1981        | 7 نوفمبر 1960     |